# Lijst van Belgische ministers van Huisvesting en Ruimtelijke Ordening
Dit is een lijst van Belgische ministers van Huisvesting en Ruimtelijke Ordening.

## Lijst
| Minister | Minister                                   | Partij | Partij | Begin           | Einde           | Regering(en)                 | Bevoegdheid |
| -------- | ------------------------------------------ | ------ | ------ | --------------- | --------------- | ---------------------------- | --- |
|          | Marguerite De Riemaecker-Legot (1913-1977) |        | CVP    | 28 juli 1965    | 17 juni 1968    | Harmel en Vanden Boeynants I | Minister van Huisvesting |
|          | Gustave Breyne (1914-1998)                 |        | BSP    | 17 juni 1968    | 26 januari 1973 | G. Eyskens IV en V           | Minister van Huisvesting (tot 21 januari 1972) Staatssecretaris voor Huisvesting en Ruimtelijke Ordening (Vlaams) (vanaf 21 januari 1972) |
|          | Alfred Califice (1916-1999)                |        | PSC    | 21 januari 1972 | 26 januari 1973 | G. Eyskens V                 | Staatssecretaris voor Huisvesting en Ruimtelijke Ordening (Waals)                                                                         |
|          | Abel Dubois (1921-1989)                    |        | PSB    | 26 januari 1973 | 5 juni 1973     | Leburton                     | Staatssecretaris voor Huisvesting en Ruimtelijke Ordening (Waals)                                                                         |
|          | Marcel Vandewiele (1920-1999)              |        | CVP    | 26 januari 1973 | 23 oktober 1973 | Leburton                     | Staatssecretaris voor Huisvesting en Ruimtelijke Ordening (Vlaams)                                                                        |
|          | Robert Urbain (1930-2018)                  |        | PSB    | 5 juni 1973     | 23 oktober 1973 | Leburton                     | Staatssecretaris voor Huisvesting en Ruimtelijke Ordening (Waals)                                                                         |
|          | Pierre Falize (1927-1980)                  |        | PSB    | 23 oktober 1973 | 25 april 1974   | Leburton                     | Minister van Huisvesting en Ruimtelijke Ordening (Waals)                                                                                  |
|          | Luc Dhoore (1928-2021)                     |        | CVP    | 23 oktober 1973 | 16 oktober 1976 | Leburton, Tindemans I en II  | Staatssecretaris voor Huisvesting en Ruimtelijke Ordening (Vlaams)                                                                        |
|          | Claude Hubaux (1920-1979)                  |        | PLP    | 25 april 1974   | 11 juni 1974    | Tindemans I                  | Staatssecretaris voor Huisvesting en Ruimtelijke Ordening (Waals)                                                                         |
|          | Alfred Califice (1916-1999)                |        | PSC    | 11 juni 1974    | 3 juni 1977     | Tindemans II en III          | Minister belast met Ruimtelijke Ordening en Huisvesting (Waals)                                                                           |
|          | Henri-François Van Aal (1933-2001)         |        | PSC    | 4 oktober 1974  | 3 juni 1977     | Tindemans II en III          | Staatssecretaris voor Huisvesting (Brussels)                                                                                              |
|          | Mark Eyskens (1933)                        |        | CVP    | 16 oktober 1976 | 3 juni 1977     | Tindemans II en III          | Staatssecretaris voor Ruimtelijke Ordening en Huisvesting (Vlaams)                                                                        |